# Супрун, Владимир Николаевич
Влади́мир Никола́евич Супру́н (род. 15 октября 1955, с. Васютинцы Чернобаевского района Черкасской области, Украинская ССР, СССР) — бывший начальник центральной дирекции инфраструктуры РЖД.

## Биография
1978 год — окончил Днепропетровский институт инженеров железнодорожного транспорта по специальности «Эксплуатация железных дорог».
С 1978 по 1998 год прошел путь от помощника составителя поездов станции Тында до первого заместителя начальника Тындинского отделения дороги Байкало-Амурской магистрали. Работал дежурным по станциям Тында, Беркакит, начальником станции Могот и заместителем начальника станции Тында по оперативной работе.
С 1986 года — начальник станции Тында.
С 1994 года — первый заместитель начальника Тындинского отделения Байкало-Амурской железной дороги.
С 1998 года — заместитель начальника дороги — начальник Елецкого отделения Юго-Восточной железной дороги.
С 2000 года — первый заместитель начальника Октябрьской железной дороги — главный ревизор по безопасности движения поездов.
С октября 2003 года — начальник Красноярской железной дороги — филиала ОАО «Российские железные дороги».
С апреля 2007 года — начальник Свердловской железной дороги — филиала ОАО «РЖД».
С апреля 2011 года по ноябрь 2015 года — начальник Центральной дирекции инфраструктуры — филиала ОАО «РЖД».
Приказом по личному составу №631 от 9.11.2015 г. освобожден от занимаемой должности и отправлен на пенсию.

## Награды
- Орден Почёта (24 декабря 2010) — за большой вклад в строительство и ввод в эксплуатацию железнодорожного участка Яйва — Соликамск Свердловской железной дороги[1],
- Медаль «За трудовое отличие»,
- Медаль «За строительство Байкало-Амурской магистрали»,
- Благодарность Президента Российской Федерации (21 апреля 2008) — за обеспечение бесперебойного движения на перегоне Березники-Калийная Пермского отделения Свердловской железной дороги[2],
- Нагрудный знак «Почётный железнодорожник»,
- Звание «Почётный работник транспорта России» (2006),
- Нагрудный знак «Ударник XI пятилетки»,
- Нагрудный знак «150 лет железнодорожного транспорта»,
- Нагрудный знак «Почетный работник Октябрьской магистрали»,
- Награждён многочисленными почётными грамотами.